# Мустафа Фахмі-паша
Мустафа Фахмі-паша (араб. مصطفى فهمي باشا; 1840 — 13 вересня 1914) — єгипетський політичний діяч, міністр різних урядів та двічі прем'єр-міністр Єгипту.

## Життєпис
Народився в Алжирі 1840 року у турецькій родині. Його батько був полковником. Освіту здобув у військовій академії.
В єгипетській армії дослужився до звання генерал-лейтенанта. Після звільнення з лав Збройних сил обіймав посади губернатора різних єгипетських провінцій, у тому числі Каїра та Порт-Саїда. 1879 року отримав пост міністра громадських робіт. Після цього обіймав різні міністерські посади: міністра закордонних справ, міністра юстиції, міністра фінансів, міністра внутрішніх справ (тричі), а також військового та морського міністра (двічі).
Вперше був призначений на пост прем'єр-міністра 12 травня 1891, замінивши на тій посаді Рияда Пашу. Обіймав посаду близько двох років, після чого Аббас II звільнив його. Фахмі отримав пост глави уряду вдруге у листопаді 1895 року, замінивши Нубара-пашу.

## Родина
Дочка Фахмі Сафія була політичною активісткою та громадською діячкою. Вона одружилася з Саадос Сайфулою 1896 року.